# じぇーぴー
じぇーぴー（じぇーぴー、1985年3月13日 - ）は、シンガーソングライター。2018年からタイに活動拠点を置いている。
旧芸名は吉原淳平。

## 経歴
- 2001年 - ボーカリストとしてバンド活動開始。
- 2004年 - SIAM SHADEのボーカリスト栄喜を中心に結成された、バンドACIDのボーカリストとして活動開始。
- 2008年 - 繰り返し患っていた気胸の療養のため、ACIDを脱退。
- 2009年 - ソロアーティスト吉原淳平としてライブ活動開始。
- 2011年 - 元SOFT BALLETの森岡賢をアレンジャーに迎えた、ソロとして初の音源「ウエカラカワレ」「SHINE」を無料配信開始。そして、吉原淳平がファンと直接コミュニケーションをとりながらアーティスト活動を行うプロジェクト、支援団体TRUMPを発足。その後、様々な音源を無料配信しつつライブ活動を展開した。
- 2015年 - 支援団体TRUMPを休止。それにともない、新曲の無料配信を終了。
- 2016年 - 音源制作の全行程（作詞・作曲・編曲・Recording・Mix・Mastering）を吉原淳平自ら手がけた様々な音源の配信を開始した。
- 2018年 - アーティスト名をじぇーぴーに改名。同年タイへ移住し、3年以内にボーカリストとしてデビューすることを目標に活動を開始した[1]。

## 音源
- SHINE（2011年8月27日リリース）
- ウエカラカワレ（2011年12月9日リリース）
- LETHAL NINE（2012年8月11日リリース）
- 恋しくて（2012年11月2日リリース）
- 光をもとめて（2013年7月5日リリース）
- HEAVEN（2013年7月5日リリース）
- 涙をふいて（2014年4月12日リリース）
- GAME（2014年4月12日リリース）
- GOEMON（2016年2月28日リリース）
- faraway（2016年5月25日リリース）
- ケセラセラセ（2016年8月3日リリース）